# Pstrowice
Pstrowice (deutsch Pitzerwitz) ist ein Dorf in der Woiwodschaft Westpommern in Polen. Es gehört zur Gmina Pyrzyce (Gemeinde Pyritz) im Powiat Pyrzycki (Pyritzer Kreis).
Das Dorf liegt am nördlichen Rand der Neumark, etwa 60 km nördlich von Küstrin und etwa 45 km südöstlich von Stettin.
Ab dem 19. Jahrhundert bestanden die Landgemeinde Pitzerwitz und der Gutsbezirk Pitzerwitz nebeneinander. Im Jahre 1910 zählte die Landgemeinde Pitzerwitz 95 Einwohner, der Gutsbezirk Pitzerwitz 240 Einwohner. Später wurde der Gutsbezirk eingemeindet. Bis 1945 bildete Pitzerwitz eine Landgemeinde im Landkreis Soldin der preußischen Provinz Brandenburg.
Nach dem Zweiten Weltkrieg kam Pitzerwitz an Polen. Der Ortsname wurde zu „Pstrowice“ polonisiert. 

## Persönlichkeiten

### Söhne und Töchter des Ortes
- Jonathan Friedrich von Finck (1687–1757), preußischer Generalmajor und Kommandant der Festung Peitz
- Julius von Flotow (1788–1856), preußischer Major und Botaniker

### Mit dem Ort verbunden
- Otto Held (1818–1897), preußischer Abgeordneter zum Provinziallandtag und zur Provinzialsynode, kaufte 1847 das Rittergut Pitzerwitz, auf dem er bis zu seinem Tode lebte